# Будислав (име)
Будислав је прастаро словенско име настало из глагола "будити" и именице слава. Познати људи са именом су:
- Будислав Шошкић (1925–1979), црногорски политичар